# Foveon X3感光元件
Foveon X3是一種給數位相機使用的CMOS感光元件 ，由Foveon. Inc開發 （目前屬於適馬（Sigma）的子公司） 並由美國國家半導體和東部大宇電子（Dongbu Daewoo Electronics）負責生產，並將其使用在Sigma旗下的的數位相機上。
此種感光元件最有特色的地方在於他不同於現在市面上的產品，大部分廠商都是仿生物技術的三原色感光元件組成，例如所使用的CCD/CMOS一個像素只能感測紅、藍、綠三種光波其中一種光波的強度，最後再與鄰近的幾個不同的像素統整資訊得到近似的顏色。Foveon X3利用可見光不同的波長擁有不同的穿透力的原理，在每個像素具有三層感光元件所以可以同時偵測紅、藍、綠三種波長的強度，有比傳統感光元件擁有更加銳利以及真實的顏色，由於這種特殊設計方式相當具有巧思，其潛在解析力甚至可以超越肉眼。

## 技術

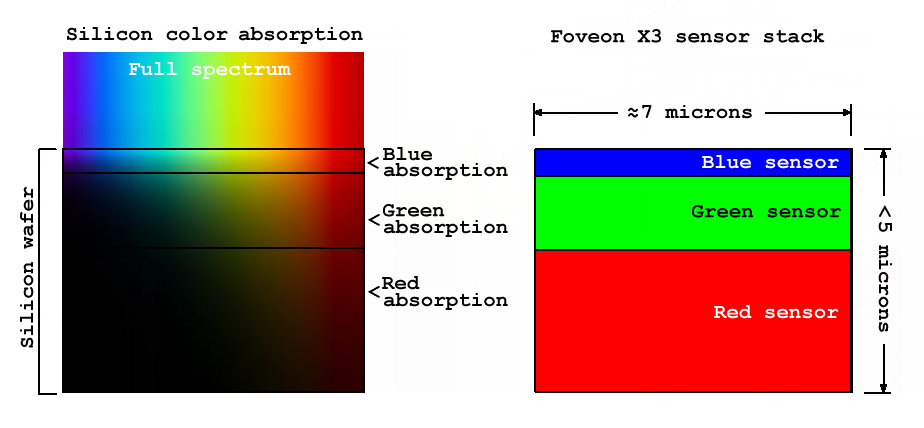
各種顏色在Foveon X3感光元件的矽晶圓中被吸收

Foveon X3感光元件是利用矽晶圓被光線穿透時會根據光線不同的波長在會在不同的深度被吸收，波長較短的光波例如藍色以及紫色穿透力較弱，波長較長的光波例如黃光以及紅光擁有較佳的穿透力。透過這種原理讓光波穿過矽晶圓，將晶圓分為不同深度的藍、綠、紅三層偵測訊號強度並記錄起來，最後將數據交給圖像處理器推算出三原色的強度就可以得到正確的顏色。在色彩的精確性上領先所有的傳統感光元件。
因為每一個矽晶圓厚度只有五微米對於對焦以及色差的影响甚微，然而由於波長較長光波抵達最內層的紅色偵測器時會稍微衰減，可能會導致與傳統CCD/CMOS比起來對於波長較長的光波比較沒有那麼銳利。

## 使用
現在Foveon X3主要是使用在Sigma旗下的數位相機。第一款採用Foveon X3技術的相機是在2002年發表的Sigma SD9，使用了一塊2268 × 1512 × 3 (3.54 × 3 MP)的感光元件，機身則使用了Sigma的SA接環。在2003年時Sigma作出了改進推出了規格相近的Sigma SD10。在2006年推出了使用較高畫素的Sigma SD14（2640 × 1760 × 3）。Sigma在2008年宣布推出新的Sigma SD15，不過直到2010年六月才正式上市。SD15使用了一塊與SD14相同的感光元件。在2010年Sigma宣布了新一代針對專業市場的單眼相機Sigma SD1，並在2011下半年發售，使用了一個總畫素高達四千六百萬畫素的感光元件 （4800 × 3200 × 3）。
除了單眼相機，2004年時Polaroid Corporation推出了一款採用1408 × 1056 × 3大小的Foveon X3的小型數位相機Polaroid x530，然而在2005年短暫販售後便由於影像品質問題被召回，Sigma在2006年決定自己研發一款小型的數位相機，並在2007年推出原型機，最後Sigma在2008年推出了使用與SD14相同大小的APS-C感光元件的數位相機DP1，使用一顆17mm的鏡頭（35mm等效值28mm）。之後陸續推出升級版DP1s以及DP1x。在2009年Sigma發表了DP2，機身與DP1相同但使用一顆24.2mm的鏡頭（35mm等效值41mm）。Foveon X3感光元件也曾用在兩款叫做Hanvision HVDUO-5M以及HVDUO-10M的科學與工業用數位相機。
在2012年二月Sigma新上任的CEO——山木和人宣布即將推出採用與SD1相同感光元件的DP1 Merrill以及DP2 Merrill，並宣布將SD1重新命名為SD1 Merrill，最主要的差異在於把原本過高的售價調降為約為原價1/3的$2,299（美國代理商公告售價$3,300）。

## 與傳統Bayer感光元件比較
傳統的CCD/CMOS一個畫素只能採集紅、藍、綠三種光波其中一種光波的強度，每一個畫素透過上面濾鏡過濾出特定顏色的光波交由下方的感刺器偵測強度。紅色、藍色以及綠色的畫素數量大致上的比例是1:1:2，這些馬賽克式的三原色數據最後各自交由圖像處理器去馬賽克，由於只記錄1/3的資訊，圖像處理器必須去猜測這些遺失的資料，也就是將鄰近的幾個像素的數據混合出接近的顏色。
Foveon X3感光元件中的每個像素都可以完整的回報三原色的強度，這導致了這兩種感光元件有一些差異。

### 色彩
Foveon X3的色彩的精確性非常好，由於Foveon X3感光元件並不需要透過去馬賽克來得到彩色影像，並不會像傳統Bayer感光元件產生摩爾紋（或疊影），這是由於混色時的微小色差所造成的。大部分的照相機藉由加裝低通濾鏡來解決這個問題，但是這樣會大幅降低畫面的銳利度。而Foveon X3使用光波傳透矽晶圓深度的方式來區分色彩，也會造成一些交叉汙染尤其是對紅色感光層。

### 低光環境
傳統的Bayer感光元件透過上面濾鏡過濾出三原色的其中一種交由下方的感刺器偵測強度，在這個過程中其他2/3的光線被感光元件浪費掉了，而Foveon X3感光元件雖然在收及光線的效率更好，不過每一感光層所收集到的特定光線資訊反而較Bayer感光元件少，要透過圖像處理器產生出正確的顏色需要大量的資訊，這導致Foveon X3在低光環境會增加色噪的產生。

### 像素計算
根據Sigma的報告，很多人在爭論如何計算Foveon X3感光元件的總畫素  ，尤其是銷售商應該計算畫素的數量還是將每個感光層列入計算，而所得到的數據可不可以與傳統Bayer感光元件進行比較。舉例來說Sigma DP1的感光元件有2,640 × 1,760，大約四百六十萬畫素。而DP1的感光層有2,640 × 1,760 × 3，大約一千四百萬畫素。這個數據與Canon 5D Mark I的4,368 × 2,912大小的Bayer感光元件的感光層數量差不多，這兩台相機有相同的畫數以及相同的檔案大小，不過Canon 5D可以透過混色來得到較大的照片。
不過實際情況更為複雜，由於去馬賽克的過程中很容易產生摩爾紋，大部分的相機靠加裝低通濾鏡（或作模糊濾鏡）來避免產生過於嚴重的摩爾紋，低通濾鏡的主要的原理就是將感光元件所偵測到的訊號模糊化把摩爾紋降低到可接受的程度，所以會極大的影響輸出畫質。例如Nikon在2012年2月推出的Nikon D800-E版，透過取消低通濾鏡但犧牲摩爾紋產生機率的方式來得到非常高的畫質。而採用Foveon X3感光元件完全不需要使用這種濾鏡，
在有些最早期的產品例如SD9會產生輕微的亮度摩爾紋（非色彩摩爾紋）  ，在之後的產品使用了微透鏡來解決這個問題，由於傳統的Bayer感光元件的單層構造導致無法使用這種技術。這項優勢讓Foveon X3感光元件可以比同樣畫素的Bayer感光元件有更高的分辨率，在一些測試中一台總畫素10.2MP的SD10（三百四十萬× 3）可以和五百萬或六百萬的Bayer感光元件有類似的解析度，在低ISO下可以媲美七百二十萬畫素的Bayer感光元件。
而Sigma SD14的總畫素是一千四百萬（4.7MP紅+4.7MP藍+4.7MP綠），經過比較可以達到一千萬畫素的水準。Mike Chaney曾表示"SD14可以產生比普通一千萬畫素的相機更好的照片，因為它可以維持銳利的細節直到1700 LPI畫質才開始下降，對普通的一千萬畫素相機不論是在色彩細節以及銳利度上在達到1700 LPI這個極限之前老早就開始下降了。"另外一篇文章表示這片Foveon X3感光元件等於九百萬畫素的Bayer感光元件。有一個比較之中顯示一千四百萬畫素的Foveon X3感光元件比一千兩百三十萬畫素的Bayer感光元件有更加銳利的表現。

### 高ISO以及儲存速度
目前Foveon X3感光元件被使用在Sigma相機上，最被人詬病的地方就在於在高ISO的表現不佳以及儲存速度較慢，由於在高ISO的情況下需要有更好的演算法處理更多的資訊才能夠降低色噪的產生，不過Foveon X3感光元件的驗算法比傳統感光元件更加複雜。以現在的技術來說在過高的ISO會產生比傳統感光元件更多的噪點。例如Sigma SD1被認為感光度一旦高於ISO 800，便會產生過多的噪點。以至於在夜拍時必須調低ISO並使用三腳架之類的輔助工具。
而在儲存速度方面，根據Foveon X3.Inc原廠宣稱由於Foveon X3感光元件並不需要去馬賽克的處理過程，理論上應該比傳統Bayer感光元件有更短的等待時間，但Sigma所使用的True-II處理器仍然被使用者抱怨有過於緩慢的問題。

## 相關文章
- Sigma
- CMOS
- CCD
- 去馬賽克（Demosaicing）
- 摩尔纹（網版印刷業俗稱網紋）
- 低通濾鏡（Anti-aliasing filter）

## 外部連結
- Sample gallery  of Sigma SD14 with Foveon X3 sensor
- Foveon X3 technology page（页面存档备份，存于）
- DPReview Foveon X3 prototype preview（页面存档备份，存于）
- Sample Sigma/Foveon photos（页面存档备份，存于）
- Sample Polaroid x530/Foveon photos
- Sigma DP1（页面存档备份，存于）